# André Malraux
André Malraux (Paris, 3 de novembro de 1901 – Créteil, 23 de novembro de 1976) foi um escritor francês de assuntos políticos e culturais. Foi enterrado no Panteão de Paris, local destinado a personalidades notáveis da França. É além de um grande escritor um grande pensador da época. Tanto que Hannah Arendt em um ensaio sobre as contribuições europeias contemporâneas para a filosofia política discute a obra de Malraux. Foi amigo pessoal de Albert Camus, assim como de Charles De Gaulle. Participou ativamente da resistência francesa durante a ocupação nazista na Segunda Guerra Mundial.
Em 1959, recebeu o título de doutor honoris causa da Universidade de São Paulo.
A 14 de novembro de 1964, foi agraciado com o grau de Grã-Cruz da Ordem Militar de Sant'Iago da Espada, de Portugal.
Frase: "Toda a arte é uma revolta contra o destino do homem"
André Malraux (1901-1976), escritor francês